# Nekrolog 1567
Nekrolog
◄◄
| ◄
| 1563
| 1564
| 1565
| 1566
| 1567 | 1568 | 1569 | 1570 | 1571 | ► | ►►
Weitere Ereignisse | Allgemeiner Nekrolog 1567
Die Beschreibung der verstorbenen Person sollte so kurz wie möglich gehalten sein und nur deren signifikante Tätigkeit(en) enthalten.
Neue Namen ggf. auch unter dem Geburts- und Sterbedatum, also etwa unter 1. Januar und im Geburts- und Sterbejahr (2024) eintragen (nur bei entsprechender großer Wichtigkeit). Für Beispiele siehe die schon vorhandenen Artikel.
Außerdem über die fünf zuletzt Verstorbenen, zu denen es einen ausreichend guten Artikel für eine Präsentation auf der Hauptseite gibt, nach der todesbedingten Überarbeitung der Artikel ggf. auch unter Wikipedia Diskussion:Hauptseite informieren und sie am besten auch in den anderen Wikipedia-Sprachversionen eintragen. Tipp: Regelmäßig bei news.google.de nach „ist tot“, „gestorben“ oder „verstorben“ suchen.
Wenn eine Person gestorben ist, gibt es viele Seiten zu dieser Person in der Wikipedia, die davon auch betroffen sind und entsprechend aktualisiert werden müssen. Beispiele: Namenübersichtsseite, Geburtsjahr, Geburtsort-Seiten und viele mehr.
Wie finde ich die betroffenen Seiten?
Im Suchfeld auf der linken Seite gibt man den Suchbegriff so ein: „Vorname Nachname“. Dann klickt man auf Volltext und alle Seiten mit entsprechendem Suchtext werden aufgerufen. Hier sieht man dann schnell, wo auch das Todesjahr Sinn macht oder sogar ein Teil des Artikels angepasst werden muss. Auch hilft das „Werkzeug“ auf der linken Seite sehr gut, um solche Seiten aufzufinden: „Links auf diese Seite“. Somit ist die Wikipedia wieder aktuell in allen Bereichen! Hinweis: bei Eintragung der Kategorie „Gestorben JAHR“ wird der Missbrauchsfilter 49 ausgelöst, was jedoch nicht schlimm ist. Siehe: Spezial:Missbrauchsfilter/49
Dies ist eine Liste von im Jahr 1567 verstorbenen bekannten Persönlichkeiten. Die Einträge erfolgen innerhalb der einzelnen Daten alphabetisch sortiert. Tiere sind im Nekrolog für Tiere zu finden.

## Januar
| Tag        | Name               | Beruf, bekannt als                                                | Alter | Beleg |
| ---------- | ------------------ | ----------------------------------------------------------------- | ----- | ----- |
| 8. Januar  | Jacobus Vaet       | franko-flämischer Komponist                                       |       |       |
| 12. Januar | Eva von Trott      | Mätresse des Herzogs Heinrich d. J. von Braunschweig-Wolfenbüttel |       |       |
| 17. Januar | Sampiero Corso     | korsischer Adliger, Freiheitskämpfer und Volksheld                |       |       |
| 21. Januar | Veit von Fraunberg | Bischof von Regensburg                                            |       |       |
| 23. Januar | Jiajing            | chinesischer Kaiser der Ming-Dynastie                             | 59    |       |

## Februar
| Tag         | Name                       | Beruf, bekannt als                                                                       | Alter | Beleg |
| ----------- | -------------------------- | ---------------------------------------------------------------------------------------- | ----- | ----- |
| 3. Februar  | Ibn Hadschar al-Haitamī    | Rechtsgelehrter und Mufti der schafiitischen Lehrrichtung                                |       |       |
| 10. Februar | Johann VI. von der Leyen   | Erzbischof und Kurfürst von Trier (1556–1567)                                            |       |       |
| 10. Februar | Henry Stuart, Lord Darnley | Ehemann der Maria Stuart, Titularkönig von Schottland                                    | 21    |       |
| 12. Februar | Thomas White               | englischer Textilhändler, Lord Mayor von London, Gründer des St John’s College in Oxford |       |       |

## März
| Tag      | Name                      | Beruf, bekannt als                                                          | Alter | Beleg |
| -------- | ------------------------- | --------------------------------------------------------------------------- | ----- | ----- |
| 11. März | Friedrich von Fürstenberg | kurkölnischer Rat und Drost der Ämter Waldenburg und Bilstein               |       |       |
| 12. März | Margarethe von Österreich | Erzherzogin von Österreich, Mitbegründerin des Damenstifts in Hall in Tirol | 31    |       |
| 13. März | Jan van Marnix            | niederländischer Widerstandskämpfer                                         |       |       |
| 14. März | Bernhard Mensing          | deutscher Rhetoriker und Logiker                                            |       |       |
| 18. März | Salvator von Horta        | Heiliger der römisch-katholischen Kirche                                    |       |       |
| 18. März | Francesco Robortello      | italienischer Renaissance-Humanist                                          | 50    |       |
| 19. März | Thomas Blarer             | deutscher Kirchenliederdichter                                              |       |       |
| 30. März | Domenico Brusasorzi       | italienischer Maler                                                         |       |       |
| 31. März | Philipp I.                | Landgraf von Hessen                                                         | 62    |       |

## April
| Tag       | Name                    | Beruf, bekannt als                              | Alter | Beleg |
| --------- | ----------------------- | ----------------------------------------------- | ----- | ----- |
| 2. April  | Ernst III.              | Herzog von Braunschweig-Grubenhagen             | 48    |       |
| 9. April  | Johann I.               | Graf von Waldeck zu Landau                      |       |       |
| 16. April | Giovanni Maria Aostalli | italienischer Baumeister                        |       |       |
| 18. April | Christian Brück         | Politiker und Sächsischer Kanzler               |       |       |
| 18. April | Wilhelm von Grumbach    | Ritter und Abenteurer                           | 63    |       |
| 19. April | Michael Stifel          | deutscher Theologe, Mathematiker und Reformator |       |       |
| 21. April | Justin Göbler           | deutscher Jurist                                |       |       |

## Mai
| Tag     | Name                                   | Beruf, bekannt als                                                                       | Alter | Beleg |
| ------- | -------------------------------------- | ---------------------------------------------------------------------------------------- | ----- | ----- |
| 2. Mai  | Marin Držić                            | ragusanischer Autor                                                                      |       |       |
| 3. Mai  | Leonhard Paminger                      | österreichischer Komponist                                                               | 72    |       |
| 16. Mai | Juan Bautista de Toledo                | spanischer Architekt                                                                     |       |       |
| 17. Mai | Johann von der Asseburg                | kaiserlicher Feldobrist, Oberhauptmann in Thüringen und kurbrandenburgischer Rittmeister |       |       |
| 18. Mai | Paul von Buol                          | Schweizer Adeliger                                                                       |       |       |
| 19. Mai | Daniel Mauch                           | deutscher Jurist und Domherr in Worms                                                    | 62    |       |
| 20. Mai | Bartholomäus Friedrich von Beichlingen | letzte männlicher Vertreter der Grafen von Beichlingen, Domherr zu Köln und Halberstad   |       |       |
| 27. Mai | Fazio Gaggini                          | italienischer Bildhauer                                                                  |       |       |
| 31. Mai | Guido von Bray                         | Reformator in den Niederlanden                                                           |       |       |

## Juni
| Tag      | Name                     | Beruf, bekannt als                             | Alter | Beleg |
| -------- | ------------------------ | ---------------------------------------------- | ----- | ----- |
| 3. Juni  | Johann Oldendorp         | deutscher Jurist und Reformator                |       |       |
| 17. Juni | Johann Basilius Herold   | Drucker, Humanist, Historiker und Publizist    | 52    |       |
| 19. Juni | Anna von Brandenburg     | Herzogin zu Mecklenburg-Güstrow                | 60    |       |
| 23. Juni | Petrus Lotichius         | Abt und Reformator des Klosters Schlüchtern    | 65    |       |
| 28. Juni | Justus Jonas der Jüngere | Jurist und Diplomat                            | 41    |       |
| 29. Juni | Konrad von Boyneburg     | Anführer der Landsknechte unter Kaiser Karl V. |       |       |

## Juli
| Tag      | Name                                 | Beruf, bekannt als                                                                        | Alter | Beleg |
| -------- | ------------------------------------ | ----------------------------------------------------------------------------------------- | ----- | ----- |
| 14. Juli | Wolfgang II. Griesstätter zu Haslach | Stiftspropst im Rang eines Reichsprälaten, dann Fürstpropst von Berchtesgaden (1541–1567) |       |       |

## August
| Tag        | Name               | Beruf, bekannt als                                 | Alter | Beleg |
| ---------- | ------------------ | -------------------------------------------------- | ----- | ----- |
| 18. August | Enea Vico          | italienischer Kupferstecher, Numismatist und Autor | 44    |       |
| 27. August | Conrad Klingenbeck | deutscher Theologe                                 | 41    |       |
| 27. August | Valentin Vannius   | württembergischer Reformator                       |       |       |
| 30. August | Gerwig Blarer      | Abt von Weingarten                                 | 72    |       |

## September
| Tag           | Name               | Beruf, bekannt als                        | Alter | Beleg |
| ------------- | ------------------ | ----------------------------------------- | ----- | ----- |
| 4. September  | Philipp von Gundel | Rechtswissenschaftler und Hochschullehrer | 74    |       |
| 28. September | Hans Staininger    | Stadthauptmann von Braunau am Inn         |       |       |
| 30. September | Agostini Salvago   | katholischer Bischof                      |       |       |

## Oktober
| Tag         | Name                                    | Beruf, bekannt als                                              | Alter | Beleg |
| ----------- | --------------------------------------- | --------------------------------------------------------------- | ----- | ----- |
| 1. Oktober  | Pietro Carnesecchi                      | italienischer Humanist und Märtyrer                             | 58    |       |
| 14. Oktober | Barbara von Heppenheim genannt vom Saal | Adelige, Zisterzienserin, Äbtissin im Kloster Rosenthal (Pfalz) |       |       |
| 25. Oktober | Jakob Omphal                            | deutscher Jurist und kurkölnischer Kanzler                      | 67    |       |
| 31. Oktober | Marie von Brandenburg-Kulmbach          | Kurfürstin von der Pfalz                                        | 48    |       |

## November
| Tag          | Name                                 | Beruf, bekannt als                                                      | Alter | Beleg |
| ------------ | ------------------------------------ | ----------------------------------------------------------------------- | ----- | ----- |
| 4. November  | Gerolamo Priuli                      | Doge von Venedig (1559–1567)                                            |       |       |
| 10. November | Pedro de la Gasca                    | spanischer Bischof, Diplomat und Vizekönig Perus                        |       |       |
| 12. November | Anne de Montmorency                  | französischer Heerführer, Pair, Marschall und Connétable von Frankreich | 74    |       |
| 13. November | Konrad Pegel                         | deutscher Theologe, Professor für Pädagogik und Beredsamkeit            | 80    |       |
| 18. November | Johann von Merveldt                  | Domherr in Münster                                                      |       |       |
| 19. November | Takeda Yoshinobu                     | japanischer Daimyō der Sengoku-Zeit                                     |       |       |
| 27. November | Valentin Curtius                     | Theologe, Reformator                                                    | 74    |       |
| 30. November | Wolfgang Schutzbar genannt Milchling | Fürstabt von Fulda                                                      | ~ 37  |       |

## Datum unbekannt
| Tag | Name                             | Beruf, bekannt als                                                               | Alter | Beleg |
| --- | -------------------------------- | -------------------------------------------------------------------------------- | ----- | ----- |
|     | Elieser Ben Naphtali Herz Treves | deutscher Rabbiner, Gelehrter und Drucker                                        |       |       |
|     | Charles de Bouelles              | französischer Philosoph und Theologe                                             |       |       |
|     | Peter Braubach                   | Buchdrucker                                                                      |       |       |
|     | Gregor Brentel                   | deutscher Baumeister                                                             |       |       |
|     | Jakob Dachser                    | Täufer, deutscher Prediger und Kirchenliederdichter                              |       |       |
|     | Robert Duval                     | französischer Alchemist und Humanist                                             |       |       |
|     | Peter II. Erdődy                 | ungarischer Adliger                                                              |       |       |
|     | Joachim Habrecht                 | Uhrmacher                                                                        |       |       |
|     | Dirck Jacobsz.                   | niederländischer Maler                                                           |       |       |
|     | Claude de L’Aubespine            | französischer Adliger und Diplomat                                               |       |       |
|     | Jan Malecki                      | polnischer Drucker, lutherischer Geistlicher und Übersetzer der Reformationszeit |       |       |
|     | Myeongjong                       | Herrscher von Joseon im heutigen Korea                                           |       |       |
|     | Gómez Pereira                    | spanischer Philosoph, Arzt und Humanist                                          |       |       |
|     | Samuel Quiccheberg               | belgischer Autor und Begründer der Museumslehre in Deutschland                   |       |       |
|     | Jobst von der Recke              | Domherr in Münster und Bischof von Dorpat                                        |       |       |
|     | Marinus van Reymerswaele         | flämischer Maler                                                                 |       |       |
|     | Ligier Richier                   | französischer Bildhauer                                                          |       |       |
|     | Moritz von Sandizell             | Bischof von Freising                                                             |       |       |
|     | Alonso de Santa Cruz             | spanischer Historiker und Kartograf                                              |       |       |
|     | Jakob Seisenegger                | österreichischer Maler                                                           |       |       |
|     | Simon Wanradt                    | deutscher Geistlicher und Reformator                                             |       |       |
|     | Yan Song                         | chinesischer Politiker                                                           |       |       |